# Saint-Doulchard
Saint-Doulchard é uma comuna francesa na região administrativa do Centro, no departamento Cher. Estende-se por uma área de 24,01 km². Em 2010 a comuna tinha 9 787 habitantes (densidade: 407,6 hab./km²).